# Magyarföld
Magyarföld es un pueblo ubicado en el condado de Zala, Hungría.

## Superficie
Posee una superficie de 8,89 kilómetros cuadrados.

## Demografía
Hasta 2021 la población era de 38 habitantes, con una densidad de población de 4,27 habitantes por kilómetro cuadrado. En 2011 el 97% de la población estaba conformada por húngaros y la religión predominante era el calvinismo.